# Joaquim Félix da Fonseca
Joaquim Félix da Fonseca (Lisboa, 8 de janeiro de 1751 — Rio de Janeiro, 12 de maio de 1814) foi um militar e astrônomo português que prestou importantes serviços no Brasil durante o período colonial, com destaque ao seu papel na formação do atual município de Santa Maria.

## Biografia
Filho de Francisco Antônio da Fonseca e de Joana Joaquina Vieira da Silva, casou com Francisca Joaquina Pereira Pinto e foi pai do também militar Francisco Félix da Fonseca Pereira Pinto.
Depois do Tratado de Santo Ildefonso foi nomeado para a 1º Comissão de Demarcação de Limites, chefiada pelo governador da Capitania do Rio Grande de São Pedro, Sebastião Xavier da Veiga Cabral e composta pelo engenheiro militar Francisco das Chagas Santos e outros. A comissão chegou ao Rio de Janeiro em 1781, onde passou três anos se preparando e reunindo informações elementares para o início dos trabalhos. Finalmente, em janeiro de 1784 partiu para o Chuí, onde encontrou a comissão espanhola.[carece de fontes?]  Dois anos mais tarde, demarcou a linha divisória da boca dos Rio Santo Antônio até o Igurei.
Ocupando o posto sargento-mor de artilharia, no princípio do século XIX, tornou-se o primeiro oficial português a comandar os povos da região dos Sete Povos das Missões.
Em 1797, realizava seu trabalho na região missioneira, quando as relações entre os reinos de Portugal e Espanha se tornaram tensas, o que prenunciava mais uma guerra, mas que somente seria declarada em 1801. A fim de evitar maiores conflitos, a retirada foi ordenada Félix da Fonseca, que deixou o povoado de São João Baptista, desceu a serra de São Martinho e foi acampar junto à Guarda Portuguesa do Passo dos Ferreiros. Então, por volta da segunda metade do ano de 1797, foram montadas as instalações de acampamento a pouco mais de 5 km a leste da referida Guarda, no já então denominado Rincão de Santa Maria, em terras da estância do Padre Ambrósio José de Freitas, cuja sede ficava a poucos quilômetros ao sudeste. Este acampamento deu origem a cidade de Santa Maria da Boca do Monte (atual município de Santa Maria).
Participou da Guerra das Laranjas em 1801, tendo seus soldados atacado posições espanholas em San Lucas, na Argentina, em 22 de novembro.
Em 1802, encarregado da administração dos povos missioneiros, encaminhou uma carta ao governador interino, João Francisco Roscio, em que informava a respeito do medo e do receio sentido pelos indígenas missioneiros em serem restituídos aos espanhóis após o tratado de paz, uma vez que temiam sofrer represálias sob a acusação de rebeldia. Ainda no mesmo ano, adotando uma postura surpreendente, Félix da Fonseca denunciou por meio de uma carta destinada ao mesmo destinatário os excessos e abusos cometidos pelos portugueses durante a invasão à região das Missões, o que envolveu desde saques, furtos e invasão de estâncias sob a prerrogativa de serem terras devolutas, bem como abusos de guerra praticados contra os próprios indígenas Guaranis.
Devido ao seu enorme poder de influência, Félix da Fonseca colaborou para a ascensão social de outros militares, sobretudo a partir da indicação para cargos que outrora ocupava: assim o fez por volta de 1808, quando indicou José de Abreu para o cargo de comandante das terras ao sul do Rio Ibicuí; e, em 1811, quando deixou a região das Missões sob controle de Francisco das Chagas Santos, ocasião em que fora nomeado comandante das tropas de Porto Alegre.